# Laoküla, Harjumaa
Laoküla är en by i Harjumaa i nordvästra Estland. Byn ligger i Lääne-Harju kommun. Laoküla hade 35 invånare vid folkräkningen år 2021, på en yta av 4,57 km². Byns svenska namn är Laides och den har tidigare haft en svenskspråkig befolkning.
Fram till 2017 låg byn i kommunen Keila.